# علی عیسی‌اف
علی عیسی‌اف (روسی: Али Исаевич Исаев؛ زادهٔ ۱۸ دسامبر ۱۹۸۳) کشتی‌گیر سابق ورزشکار هنرهای رزمی ترکیبی  اهل روسیه-جمهوری آذربایجان است. وی از سال ۲۰۱۶ میلادی تاکنون مشغول فعالیت بوده‌است.